# Cornufer schmidti
Cornufer schmidti es una especie de anfibios de la familia Ceratobatrachidae.

## Distribución geográfica
Se encuentra en el archipiélago Bismarck (Papúa Nueva Guinea).